# Forsvarets Civil-Etat
Forsvarets Civil-Etat (FCE) var et dansk fagforbund, der organiserede ca. 1.100 (pr. 2012) civilt ansatte tjenestemænd og tjenestemandslignende ansatte i Forsvaret.
Fagforbundet blev grundlagt 17. november 1970 og havde til formål at varetage medlemmernes økonomiske, sociale, uddannelsesmæssige og fagretlige interesser. I 2014 fusionerede FCE med Centralforeningen for stampersonel (CS) og CS var den fortsættende forening.
FCE var medlem af forhandlingsorganisationen CO10 og derigennem af FTF. 